# Хроматска аберација
Хроматска аберација је оптичка мана због које се светлосни зраци различите таласне дужине фокусирају на различитим тачкама дуж оптичке осе сочива. Разлог је што индекс преламања зависи од таласне дужине, тако да се зраци краће таласне дужине (рецимо плаве боје) преламају више (тј. под већим излазним углом) од оних са већом таласном дужином. Тиме се фокусирају ближе сочиву од дуготаласних зрака (рецимо црвене боје). Како се бела светлост састоји од мноштва таласних дужина, слика која се формира (од тачкастог извора светлости због једноставности, као рецимо звезде) се састоји од серије слика различитих боја развучених дуж оптичке осе. Слика звезде која се формира, рецимо, у фокусу плаве боје се састоји од плаве тачке окружене разнобојним ореолом састављеним од мутних слика звезде различитих величина и различитих боја. Исто важи и за фокус црвене боје, где имамо црвену звезду окружену мутним разнобојним ореолом. Између ових фокуса налази се раван где се формира слика која је најмање размућена, и то одговара приближно фокусу за жуто-зелени део спректра, а то одговара делу спектра на који је људско око најосетљивије.
Како закони по којима се светлост рефлектује не зависе од таласне дужине светлости, хроматска аберација је јавља само код сочива, а не и код огледала. То значи да су овом оптичком маном погођени телескопи рефрактори, фото-апарати, дурбини, а не и телескопи рефлектори. Ефекти хроматске оберације могу се значајно умањити коришћењем системом два или више сочива са различитим индексима преламања. Ахроматска сочива, која се састоје од два елемента, доводе фокусе две различите боје у исту тачку, и редукују величину ореола других боја за приближно фактор 10. Троелементни апохроматски систем смањује ефекте аберације још боље (упоредо смањује и ефекте сферне аберације).